# Катангская митрополия
Ката́нгская митропо́лия (греч. Ιερά Μητρόπολη Κατάγκας) — епархия Александрийской Православной Церкви на территории провинции Катанга Демократической Республики Конго.

## История
1 ноября 2006 года патриаршим и синодальным указом Александрийской православной церкви в границах провинции Катанга Демократической Республики Конго была учреждена Колвезская епархия (епископия, именованная по городу Колвези), территория которой была выделена из Центрально-Африканской митрополии.
9 октября 2009 года Колвезская епархия была переименована в Катангскую с кафедрой в Лубумбаши.
26 ноября 2014 года решением Священного Синода Александрийского Патриархата Катангская епископия была возведена в степень митрополии.
17 февраля 2017 года Патриарх Феодор II в церкви святого Николая при миссионерском центре Колвези впервые в истории Александрийской православной церкви посвятил в диакониссы несколько женщин, которые будут помогать в миссионерской деятельности Катангской митрополии, особенно в Таинстве Крещения взрослых, венчания, а также в катехитической деятельности Церкви.

## Титул
- Колвезская епископия (1 ноября 2006 — 9 октября 2009)
- Катангская епископия (9 октября 2009 — 26 ноября 2014)
- Катангская митрополия (с 26 ноября 2014)

## Архиереи
- Мелетий (Камилудис) (с 25 ноября 2006)